# Gustav Ernst Störring
Gustav Ernst Störring (geboren 3. April 1903 in Zürich; gestorben 24. November 2000 in Kiel) war ein deutscher Psychiater.

## Leben
Gustav Ernst Störring war ein Sohn des Psychologen Gustav Wilhelm Störring. Er hatte drei Brüder, die ebenfalls Ärzte wurden, und eine Schwester. Er besuchte das Realgymnasium in Bonn, studierte ab 1923 Medizin in Kiel und Königsberg und wurde 1929 in Bonn promoviert. Er wurde Assistent bei Martin Reichardt an der Universität Würzburg und habilitierte sich 1933 in München bei Oswald Bumke mit der Untersuchung Psychopathologie und Klinik der Angstzustände. Er ging nach Greifswald und folgte von dort 1936 Gottfried Ewald an die Universität Göttingen, wo er Privatdozent und ab 1939 apl. Professor für Psychiatrie wurde. 1937 heiratete er Lisa Störring, sie hatten zwei Kinder. Störring wurde im Zweiten Weltkrieg als Sanitätsoffizier eingezogen und war unter anderem im besetzten Frankreich eingesetzt.
Nach dem Krieg wandte er sich verstärkt der Psychotherapie zu und war 1947 einer der Gründer der „Studiengesellschaft für praktische Psychologie“, in der er 15 Jahre lang den Vorsitz innehatte. 1950 wurde er ordentlicher Professor für Psychiatrie in Düsseldorf und absolvierte bei Fritz Mohr eine längere psychotherapeutische Selbsterfahrung. 1953 veröffentlichte er die Monografie Besinnung und Bewusstsein.
Störring ging 1954 als Chef der Psychiatrischen und Nervenklinik an die Universität Kiel. Dort war er 1958/59 Dekan der Medizinischen Fakultät und Senatsmitglied. Er wurde 1968 emeritiert und arbeitete als Psychotherapeut.

## Schriften (Auswahl)
- Schriftenverzeichnis bei Pongratz, 1977, S. 392f.
- Zur Psychopathologie und Klinik der Angstzustände. Berlin: Karger, 1934
- Gedächtnisverlust durch Gasvergiftung. Leipzig: Akad. Verlagsges., 1936
- Wesen und Bedeutung des Symptoms der Ratlosigkeit bei psychischen Erkrankungen. Leipzig: G. Thieme, 1939
- Psychokritik in Lebensfragen. Hannover: Degener, 1948
- Über Grundfragen der medizinischen Psychologie. Düsseldorf: Renaissance-Verl., 1948
- Besinnung und Bewusstsein. Stuttgart: Thieme, 1953
- Mit Martin Reichardt, Maurice Rémy, Ernst Grünthal, Theodor Spoerri und Hans Binder: Allgemeine und spezielle Psychiatrie: Ein Lehrbuch für Studierende und Aerzte. Basel: S. Karger, 1955
- Zum Menschenbild der Seelenheilkunde. Kiel: Mühlau, 1963
- Zum Problem des Werterlebens in psychiatrischer Sicht. Wilhelmshaven: Nordwestdt. Universitätsgesellschaft, 1968

autobiografisch
- Gustav Ernst Störring, in: Ludwig J. Pongratz: Psychiatrie in Selbstdarstellungen. Bern: Huber, 1977 ISBN 3-456-80307-9, S. 361–393